# Bendt Lindhardt
Bendt Lindhardt (30. srpna 1804, Holckenhaven u Nyborgu – 1. února 1894, Aggersvold u Jyderupu) byl dánský pastor a v letech 1853–1854 poslanec dánského parlamentu.
Lindhardt byl synem obchodníka Lindhardta Holgersena. V roce 1822 absolvoval školu v Nyborgu a v letech 1823–1825 působil jako vychovatel ve městech Fax a Margretelund. V roce 1831 složil teologickou zkoušku a v roce 1832 se stal kaplanem ve farnosti Ørbæk západně od Nyborgu. V roce 1836 se stal katechetou v Ribe, v roce 1841 farářem ve farnosti Farup u Ribe a v letech 1862–1889 ve farnostech Jyderup a Holmstrup.
Ve všeobecných volbách 27. května 1853 byl zvolen do parlamentu ve 3. volebním obvodu hrabství Ribe (Ribekredsen) a poslancem byl až do voleb 1. prosince 1854, kdy již nekandidoval.
V roce 1882 byl Lindhardt jmenován rytířem řádu Dannebrog.

## Rodina
Lindhart měl za manželku Johanne Thomasine Nicoline Lauritsdatter Prom (1806–1897), s níž měl děti Vincenta Charlese (1850–1922) a Lauritze Christiana (1842–?), který byl profesor a rytíř řádu Dannebrog stejně jako jeho otec. Bendt Lindhart měl také vnoučata Knud Hee, generál a rytíř řádu Dannebrog a Holgera Lindhardta, zubaře v Rønne a pravnoučata Orla Holgera, mechanika a odbojáře a Claese Lindhardta, autora knih pro děti a lukostřelec.